# Giuseppe Baresi
Giuseppe Baresi (* 7. Februar 1958 in Travagliato (BS)) ist ein ehemaliger italienischer Fußballspieler und heutiger -trainer. Sein Bruder Franco Baresi war ebenfalls Fußballspieler.

## Karriere

### Im Verein
Baresi begann seine Karriere 1977 bei Inter Mailand und spielte bei den Nerazzurri bis 1992. Insgesamt lief er 559-mal bei Pflichtspielen für Inter auf. Er war lange Zeit Kapitän des Vereins und wurde in dieser Zeit zweimal Italienischer Meister (1980, 1989), gewann zweimal die Coppa Italia (1978, 1982) sowie ein Mal den Italienischen Superpokal (1989) und 1991 den UEFA-Pokal. Ab 1992 spielte er noch zwei Jahre beim FC Modena, ehe er seine Karriere endgültig beendete.

### In der Nationalmannschaft
International spielte Giuseppe Baresi 18 Mal für Italien, konnte dabei aber nie einen Treffer erzielen. Zuvor war er in den Jahren 1977 bis 1980 in der U-21 seines Landes aktiv. Sein Debüt gab er 1979 und nahm an der Fußball-Europameisterschaft 1980 im Heimatland teil, wo er mit den Italienern Vierter wurde. Bei der Fußball-Weltmeisterschaft 1986 in Mexiko schied er mit dem Team im Achtelfinale gegen Frankreich aus.

### Erfolge
- Italienischer Pokalsieger: 1977/78, 1981/82
- Italienischer Meister: 1979/80, 1988/89
- Italienischer Superpokalsieger: 1989
- UEFA-Pokal-Sieger: 1990/91

## Nach der Spielerlaufbahn
Nachdem er lange als Chef der Nachwuchsabteilung von Inter Mailand gearbeitet hatte, ist er dort seit der Trennung des Vereins von Roberto Mancini im Juni 2008 Co-Trainer unter José Mourinho, Rafael Benítez, Leonardo, Claudio Ranieri, Andrea Stramaccioni und nun unter Walter Mazzarri.

## Trivia
Baresis Bruder Franco war seine gesamte Karriere Spieler bei Inters Stadtrivalen AC Mailand.
Regina Baresi, die Tochter von Giuseppe, spielt im Sturm der Damenmannschaft von Inter Mailand.